# Nelly Paredes del Castillo
Nelly Paredes del Castillo es una ingeniera agrónoma peruana. Fue ministra de Desarrollo Agrario y Riego del Perú, entre diciembre de 2022 y septiembre de 2023, en el gobierno de Dina Boluarte.

## Biografía
Nelly Paredes del Castillo, ingeniera agrónoma de la Universidad Nacional Agraria La Molina. Cuenta con una maestría en Desarrollo Rural por la Pontificia Universidad Javeriana (Colombia). Diversos cursos de especialización en Desarrollo Rural, Gestión de Proyectos y Gestión Pública, en el país y en el extranjero.

### Trayectoria
Fue Directora de Desarrollo Agropecuario, coordinadora del Programa de Desarrollo Integral del Alto Mayo y consultora nacional del Programa de Desarrollo Agroambiental en la región San Martín entre los años 2001 y 2015.
Directora de gestión de recursos naturales, riesgos y cambio climático en el Programa de Desarrollo Productivo Agrario Rural (Agrorural-MIDAGRI) y Directora de Planificación y Presupuesto en diversos Programas del MIDAGRI, Directora Ejecutiva del Programa Forestal del Serfor-MIDAGRI entre los años 2015 y 2021.
Fue elegida ingeniera del año por el Colegio de Ingenieros del Perú el 2021.

### Ministra de Estado
El 10 de diciembre de 2022, fue nombrada ministra de Desarrollo Agrario y Riego en el gobierno de Dina Boluarte.